# Municipio de Greendale (Dakota del Norte)
El municipio de Greendale (en inglés: Greendale Township) es un municipio ubicado en el condado de Richland en el estado estadounidense de Dakota del Norte. En el año 2010 tenía una población de 104 habitantes y una densidad poblacional de 1,11 personas por km².

## Geografía
El municipio de Greendale se encuentra ubicado en las coordenadas 45°58′19″N 96°49′50″O / 45.97194, -96.83056. Según la Oficina del Censo de los Estados Unidos, el municipio tiene una superficie total de 93.94 km², de la cual 93,79 km² corresponden a tierra firme y (0,17 %) 0,16 km² es agua.

## Demografía
Según el censo de 2010, había 104 personas residiendo en el municipio de Greendale. La densidad de población era de 1,11 hab./km². De los 104 habitantes, el municipio de Greendale estaba compuesto por el 94,23 % blancos, el 0,96 % eran afroamericanos, el 4,81 % eran amerindios. Del total de la población el 0 % eran hispanos o latinos de cualquier raza.